# Jan E. Svatoš
Jan Eliáš Svatoš, také Jan Svatoš (* 14. května 1984 Nové Město na Moravě) je český režisér dokumentárních filmů, fotograf, publicista a cestovatel.

## Studia
Vystudoval obory dokumentární tvorba na FAMO v Písku (titul MgA.) a fotografie na FAMU v Praze (titul BcA.) a dále žurnalistiku na Fakultě sociálních věd Univerzity Karlovy (titul BcA.).

## Filmografie
Natočil dvanáct dokumentárních filmů, za které dostal několik mezinárodních ocenění na filmových festivalech.
- Až zařve lev s podtitulem Výprava za hranice jednoho lidského života, (2022), kamera Romi Straková; líčí osud českého krále Přemysla Otakara II. ve spojení s řeholníkem a misionářem českého původu Odorikem z Pordenone.(2022) Svatošův první nejen dokumentární, ale i zčásti historický hraný a dobrodružný film.